# Ратавица
Ратавица или Ратавици (на македонска литературна норма: Ратавица) е село в източната част на Северна Македония, община Пробищип.

## География
Селото е високо разположено на територията на община Пробищип. Лежи в западните ридове на Осоговската планина.
Селското землище обхваща 3,5 км2 или за селскостопански нужди 232 хектара, от които 165 хектара обработваема земя, 157 хектара пасища и 1 хектара гори.

## История
В XIX век Ратавица е чисто българско село в Кратовска кааза на Османската империя. Според статистиката на Васил Кънчов („Македония. Етнография и статистика“) от 1900 година селото (Ратавици) има 146 жители, всички българи християни.
В началото на XX век населението на Ратавица е под върховенството на Българската екзархия. По данни на секретаря на екзархията Димитър Мишев („La Macédoine et sa Population Chrétienne“) в 1905 година в Ратевица (Ratevitza) има 120 българи екзархисти и 6 власи.
По време на Балканската война 4 души от Ратовица се включват като доброволци в Македоно-одринското опълчение.
Според преброяването от 2002 година селото има 277 жители (134 мъже и 143 жени), в 80 домакинства и 133 къщи.

## Личности
Родени в Ратавица
- Йован Ананиев (1947 - 2003), археолог от Република Македония
- Милан Ефтимов (1881 – ?), български революционер от ВМОРО, четник на Петър Апостолов
- Мите Димов, български революционер, деец на ВМОРО, действал в 1915 година в източната част на Вардарска Македония с чета, вероятно под командването на Иван Бърльо[5]
- Моне Станков (1853 – ?), български революционер от ВМОРО, четник на Атанас Бабата[6]

Починали в Ратавица
- Милош (1881 – 1905), български революционер от ВМОРО, четник на Петър Апостолов
- Митруш (1883 – 1905), български революционер от ВМОРО, четник на Петър Апостолов
- Наум (1879 – 1905), български революционер от ВМОРО, четник на Петър Апостолов[7]
- Стоян Панев Шукев (1885 – 1905), български революционер от ВМОРО, четник на Петър Апостолов